# Friedrich Sachs
Friedrich Karl Wilhelm Sachs (* 12. Dezember 1821 in Karlsruhe; † 26. April 1893 in Freiburg im Breisgau) war ein preußischer Generalleutnant.

## Leben

### Herkunft
Friedrich war ein Sohn des badischen Majors Wilhelm Sachs († 1841) und dessen Ehefrau Friedrike, geborene Weiß († 1854).

### Militärkarriere

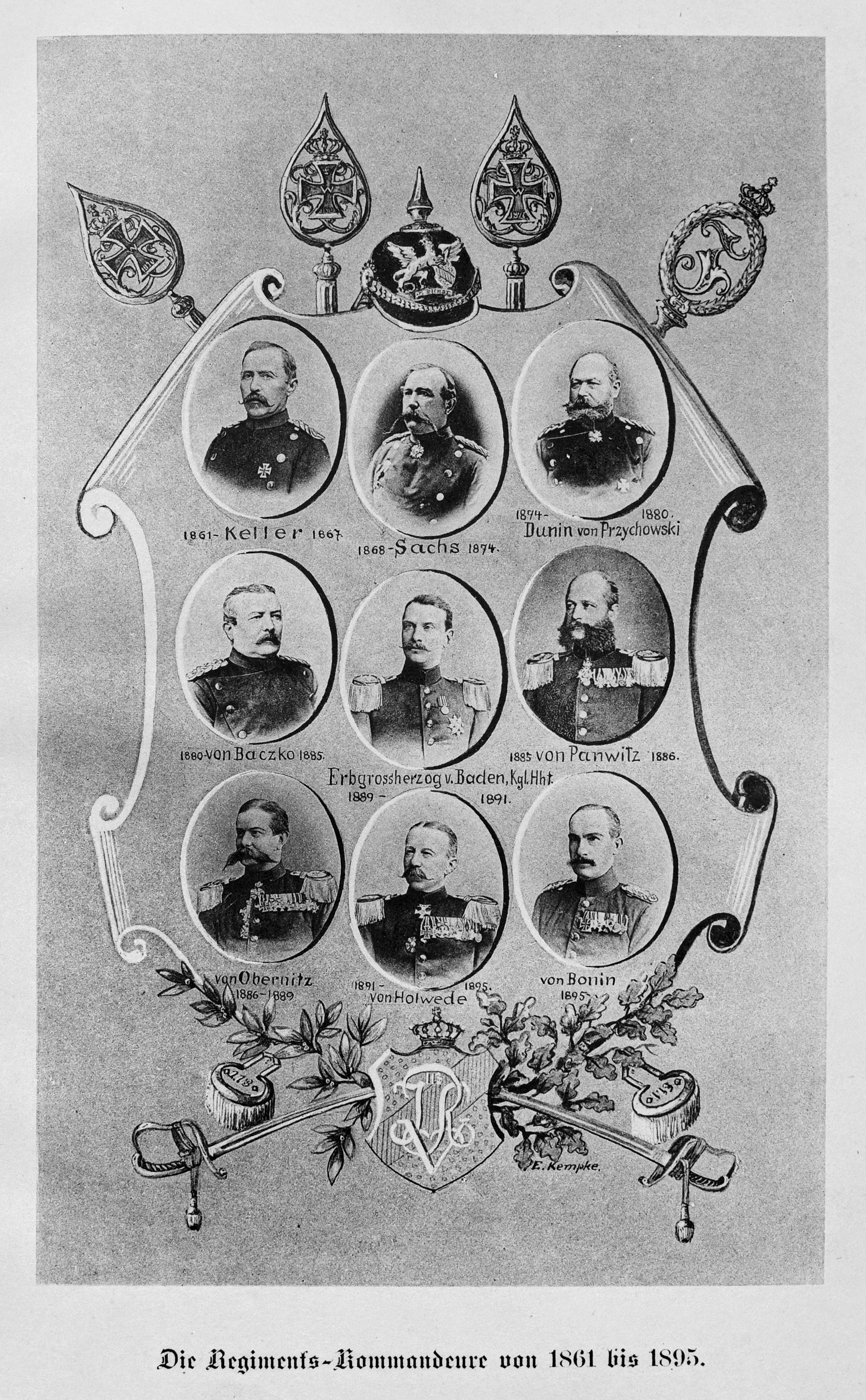
Oberst Friedrich Sachs als zweiter Kommandeur des 5. Infanterie-Regiments

Sachs besuchte das Lyzeum und das polytechnische Gymnasium in Karlsruhe. Nach seinem Abschluss trat er am 1. April 1838 als Grenadier in das Leib-Grenadier-Regiment der Badischen Armee ein und avancierte bis Ende August 1840 zum Leutnant. Zur weiteren Ausbildung absolvierte er von November 1842 bis August 1845 die höhere Kriegsschule in Karlsruhe und wurde zwischenzeitlich zum Oberleutnant befördert. Am 4. November 1845 wurde er in den Generalquartiermeisterstab und anschließend am 2. April 1848 in das Operationsbüro des VIII. Armee-Korps kommandiert. Sachs nahm 1849 während der Niederschlagung der Badischen Revolution an den Gefechten bei Michelbach und Gernsbach teil. Seit dem 22. Juni 1849 befand er sich im Hauptquartier des Generals von Peucker und wechselte am 13. August 1849 in den badischen Generalstab. Er wurde am 1. Juli 1852 als Hauptmann in die 2. Infanterie-Regiment versetzt und am 16. Februar 1862 unter Beförderung zum Major etatmäßiger Stabsoffizier im II. Füsilier-Bataillon. Am 31. Januar 1864 erfolgte seine Ernennung zum Bataillonskommandeur im Leib-Grenadier-Regiment. In dieser Eigenschaft führte Sachs sein Bataillon 1866 im Krieg gegen Preußen bei Hundheim, Werbach und Gerchsheim. Am 11. Juni 1866 wurde er zum Oberstleutnant befördert und am 26. April 1867 zum Kommandeur des Jägerbataillons ernannt. Daran schloss sich ab dem 10. März 1868 eine Verwendung als Kommandeur des 5. Infanterie-Regiments an, wo er am 20. Juni 1869 zum Oberst befördert wurde.
Während des Krieges gegen Frankreich führte Sachs sein Regiment vor
Straßburg und in den Kämpfen bei Wörth, an der Lisaine, bei Colmar, am Ognon bei Dijon, Pasques, Autun, Chateau Neuf und Villersexel.
Ausgezeichnet mit dem Eisernen Kreuz II. Klasse wurde er nach dem Friedensschluss durch die Militärkonvention zwischen Baden und Preußen in den Verband der Preußischen Armee übernommen und am 15. Juli 1871 zum Kommandeur des 5. Badischen Infanterie-Regiments Nr. 113 ernannt. Unter Stellung à la suite seines Regiments wurde Sachs am 15. Januar 1874 zum Kommandeur der 35. Infanterie-Brigade ernannt und in dieser Eigenschaft am 2. Mai 1874 zum Generalmajor befördert. In Genehmigung seines Abschiedsgesuches wurde er am 14. Januar 1879 mit dem Charakter als Generalleutnant zur Disposition gestellt. Noch am 3. August 1882 erhielt er den Stern zum Roten Adlerorden II. Klasse mit Eichenlaub. Er starb am 26. April 1893 in Freiburg im Breisgau.

### Familie
Sachs war mit Laura Wirth verheiratet. Aus der Ehe gingen die Kinder Alfred (* 1848), Hermine (*/† 1850)
und Laura (* 1862) hervor.